# Osaze Urhoghide
Osaze Urhoghide (* 4. Juli 2000 in Rotterdam) ist ein englischer Fußballspieler.

## Karriere
Der als Sohn von nigerianischen Eltern in den Niederlanden geborene Urhoghide zog im Alter von fünf Jahren mit diesen nach England. Seine Karriere begann Urhoghide bei Hounslow United im gleichnamigen Stadtteil von London. Danach spielte er innerhalb der Metropole für den AFC Wimbledon. Im April 2018 erhielt er seinen ersten Profivertrag seiner Karriere. Für Wimbledon kam er jedoch zu keinem Einsatz. Nach einem Probetraining unterschrieb er einen Vertrag beim Zweitligisten Sheffield Wednesday. Nach drei Einsätzen in der Saison 2019/20 folgten ein Jahr später 16 Ligaspiele. Im Juli 2021 wechselte Urhoghide nach Schottland zu Celtic Glasgow, nachdem dieser eine Ablösesumme bezahlt hatte.
Bis Ende Januar 2022 stand er für Celtic lediglich beim Europa-League-Gruppenspiel am 9. Dezember 2021 gegen Betis Sevilla auf dem Platz. Ende Januar 2022 wurde er mit Kaufoption an den belgischen Erstdivisionär KV Ostende verliehen. Er bestritt dann im Rest der Saison 2021/22 7 von 10 möglichen Ligaspielen für Ostende. Zur Saison 2022/23 kehrte er zunächst in den Kader von Celtic zurück, wurde dann aber, ohne ein Spiel für Celtic bestritten zu haben, Ende Juli 2022 für die gesamte Saison mit erneuter anschließender Kaufoption an Ostende verliehen. In der neuen Saison bestritt er 27 von 33 möglichen Ligaspielen und 2 Pokalspiele für Ostende.
Nach der Leihe wechselte Urhoghide im Juli 2023 zum französischen Zweitligisten SC Amiens, bei dem er einen Vertrag mit einer Laufzeit von vier Jahren unterschrieb.